# Ciências agrárias
Ciências Agrárias são uma área multidisciplinar do ensino envolvendo campos como agricultura, pecuária intensiva, engenharia florestal, insetos, topografia, bioquímica, aquacultura, medicina veterinária, indigenismo, zootecnia, tecnologia de alimentos, agronegócios e engenharia agrícola; que visa a busca do aprimoramento técnico, o aumento produtivo e melhorias no manejo e preservação dos recursos naturais.

## Formação
As ciências agrárias são um termo guarda-chuva para campos tradicionalmente estudados na geologia e na veterinária, aporta alguns dos campos promissores em termos de pesquisas tecnológicas como transgênicos, agrotóxicos ou biocombustíveis. A crescente demanda por alimentos diversos numa perspectiva de soberania alimentar aliada à necessidade de preservação florestal o e reaproveitamento de recursos orgânicos gerada com a revolução verde levou instituições importantes na difusão de ciências a tecer um docente capaz de formar técnicos para a agroindústria e pesquisadores para a academia. Nesse contexto, a UFRRJ havia sido precursora do primeiro curso de nível superior com esse viés reprodutivo em 1963. Atualmente ainda mantém-se uma crescente demanda por profissionais atuantes nesse âmbito educional. Institutos federais de educação profissional, colégios estaduais agrotécnicos, escolas de campo e cooperativas rurais que ofereçam cursos são os locais de trabalho como licenciado. O cientista agrário é o profissional liberal apto a lecionar, no ensino técnico agrícola, no ensino médio e no superior, além de treinar e monitorar mão de obra em fazendas, movimentos sociais e na agroindústria. Para isso, entende de microbiologia, meteorologia, produção vegetal e animal, benefíciamento de alimentos, de proteção ambiental e comercialização da produção agrícola. Pode dar aulas nas áreas de botânica, educação alimentar, melhoria de solos, cartografia, fitotecnia, prevenção de animais peçonhentos, operação de propriedade rural, zootecnia e abate, operação de máquinas, floricultura e extensão rural. Além de lecionar, o bacharel pode atuar no planejamento de safra, na administração de propriedades rurais, na pesquisa de problemas agrícolas e na implantação de medidas que otimizem o uso do solo. Nesses casos, trabalha em consultorias, fazendas, universidades, secretarias de agricultura, ONG's e programas de desenvolvimento agrícola. Para dar aula no ensino superior, é preciso fazer pós-graduação.